# Оптимальне планування
Оптима́льне планува́ння (рос. оптимальное планирование; англ. optimum planning; нім. Bestplanung f) -
- 1) При вирішенні економічних задач — планування, що ґрунтується на екстремальних методах. О.п. дає можливість обрати такий варіант економічного плану, який забезпечує максимальний ефект при мінімальних витратах матеріальних, трудових і фінансових ресурсів. У кожному конкретному випадку О.п. здійснюють за даним оптимальності критерієм. О.п. здійснюють за допомогою методів математичного програмування, в основі якого лежать відповідні математичні прийоми знаходження оптимальних значень основних показників. При О.п. використовують теорію масового обслуговування, теорію ігор тощо.
- 2) При вирішенні технологічних задач — планування експерименту для пошуку оптимальних умов протікання процесу.